# 路易十五御桌

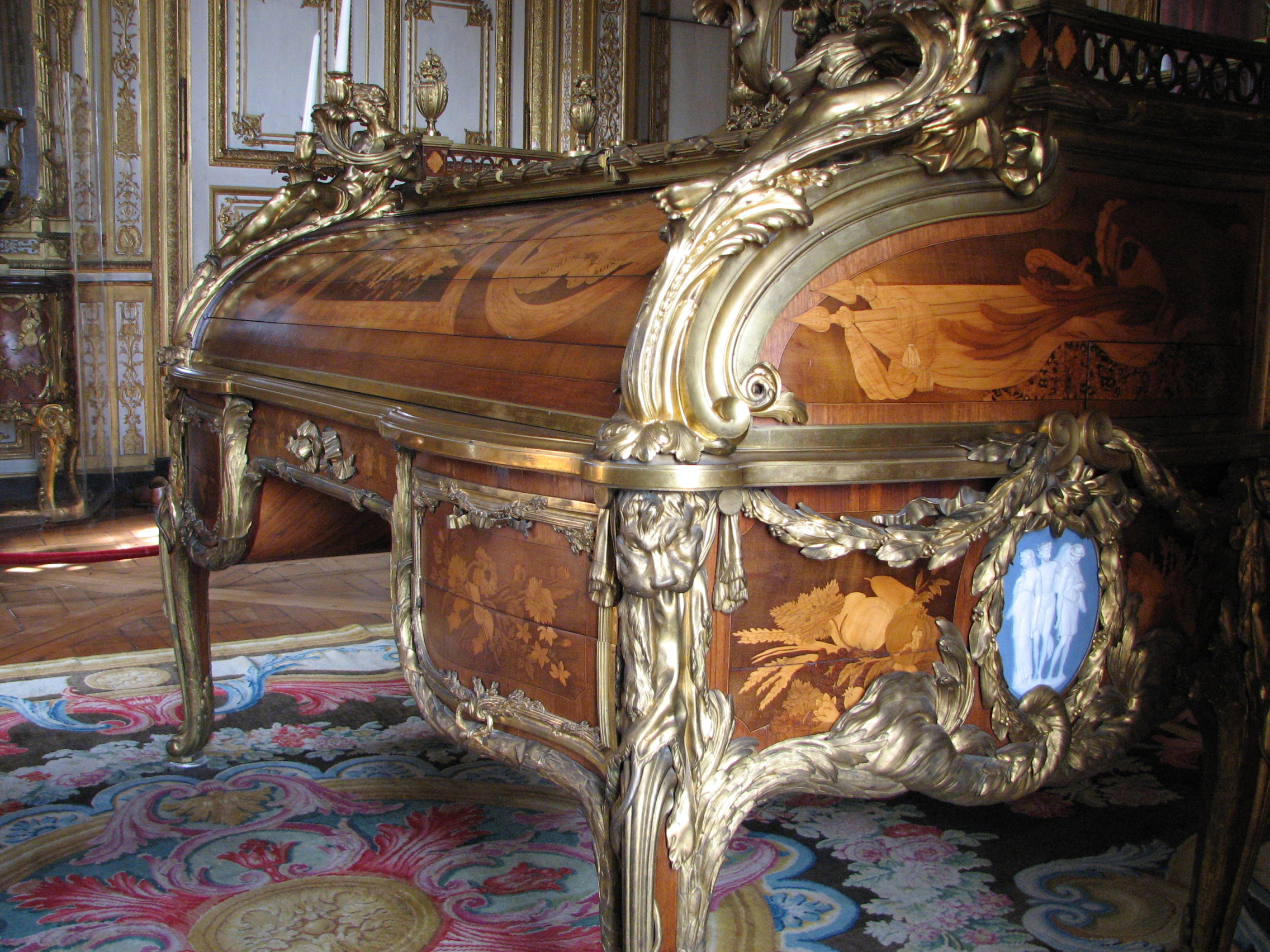

路易十五御桌 (法語：Secrétaire à cylindre de Louis XV)，在法文常稱為｢國王的書桌」(法語： Bureau du Roi，法語發音：[byʁo dy ʁwa])是一張現存於凡爾賽宮，在法王路易十五統治末期完成的豪華古典書桌。該桌子被認為具最豪華裝飾的書桌，遠超過德國的同類桌子(Kunstschrank)。